# Доларс Корнер (Вашингтон)
Доларс Корнер (енгл. Dollars Corner) насељено је место без административног статуса у америчкој савезној држави Вашингтон.

## Демографија
По попису из 2010. године број становника је 1.108, што је 69 (6,6%) становника више него 2000. године.
| Група             | 2000.       | 2010.       |
| Белци             | 967 (93,1%) | 984 (88,8%) |
| Афроамериканци    | 11 (1,1%)   | 2 (0,2%)    |
| Азијати           | 5 (0,5%)    | 21 (1,9%)   |
| Хиспаноамериканци | 30 (2,9%)   | 64 (5,8%)   |
| Укупно            | 1.039       | 1.108       |